# Agía Varvára (Tínos)
Pour les articles homonymes, voir Agia Varvara.
Agía Varvára, en grec moderne : Αγία Βαρβάρα, est un village de l'île de Tínos, en Égée-Méridionale, Grèce. 
Selon le recensement de 2011, la population du village s'élève à 357 habitants.